# Robert Point
Robert Point är en udde i Antarktis. Den ligger i Sydshetlandsöarna. Argentina, Chile och Storbritannien gör anspråk på området.
Terrängen inåt land är huvudsakligen kuperad, men den allra närmaste omgivningen är platt. Havet är nära Robert Point åt sydost. Trakten är glest befolkad. Närmaste befolkade plats är Maldonado Station, 18,4 kilometer väster om Robert Point. 